# 乌尔马雷
乌尔马雷（羅馬化：Urmary）是俄罗斯楚瓦什共和国的市级镇，为该共和国乌尔马雷区行政中心及规模最大聚居地，也是该区唯一的一座市级镇。地处楚瓦什共和国东北部，位于共和国首府切博克萨雷东南方，附近有小河流经。镇内设有同名铁路车站，位于卡纳什－泽廖诺多利斯克线上。
建于1893年，与当地铁路建设有关。1927年成为区行政中心，1947年设市级镇。
乌尔马雷在2010年有人口5,679人，2002年人口6,316人，1989年人口6,016人。附近城市有卡纳什和科兹洛夫卡等。